# Zilverbekje
Het zilverbekje (Euodice cantans synoniem: Lonchura cantans) is een zangvogeltje behorend tot de familie van de prachtvinken. Zijn verspreidingsgebied is Afrika en het zuiden van het Arabisch Schiereiland.

## Kenmerken
De vogel is 11 cm en weegt 10 tot 14 g. Het mannetje van het zilverbekje is moeilijk te onderscheiden van het vrouwtje, soms is het vrouwtje wat donkerder, maar alleen de man zingt. Ze vertonen ook veel gelijkenis met het loodbekje. De snavel van het zilverbekje is lichter van kleur (zilverkleurig) dan die van het loodbekje en de stuit is zwart. Bij het loodbekje is de stuit wit.

In de siervogelhouderij worden verschillende kleurvariëteiten gekweekt die bekend zijn als: donkerbuik zilverbekje, bruin zilverbekje, donkerbuik bruin zilverbekje en effen witte vogels de zogenaamde ino's.

## Verpsreiding en leefgebied
Er zijn 2 ondersoorten:
- E. n. cantans (Mauritanië, Senegal en Gambia tot Z-Soedan)
- E. n. orientalis (Z-Arabië, O-Soedan tot Somalië en Z-Tanzania)

Het leefgebied bestaat uit halfwoestijnen, savanne, steppe, droge graslanden met verspreide bomen en struiken zoals Acacia en ander doornig struikgewas, maar ook langs moerassen, uiterwaarden, in agrarisch gebied en bij dorpen. Meestal in laagland, maar in Ethiopië tot op 1750 m boven de zeespiegel.
Uit ontsnapte kooivogels ontstonden verwilderde populaties in Bahrein , Portugal, Puerto Rico en Hawaï.

## Status
De grootte van de populatie is niet gekwantificeerd, maar de vogel is plaatselijk algemeen en de aantallen blijven stabiel. Om deze redenen staat de als niet bedreigd op de Rode Lijst van de IUCN.

## Het zilverbekje als siervogel

### Sociaal
Het is een levendige, sociale en verdraagzame vogel, die goed in een gemengde volière gehouden kan worden. Meerdere koppels samen houden in een volière heeft de voorkeur boven een enkel koppeltje.

### Verzorging
Het zijn vrij geharde en sterke vogels die in niet al te strenge winters ook in een buitenvolière gehouden kunnen worden, als ze maar beschutting kunnen vinden in een geïsoleerd nachthok.
Het menu bestaat uit zaadmengsel voor kleine tropische vogels, onkruidzaad, grit, gekiemde zaden, trosgierst en heel spaarzaam wat groenvoer. Eivoer kan gegeven worden tijdens de kweek.
Vanzelfsprekend is scherpe maagkiezel noodzakelijk voor de vertering van de zaden. Daarbij moet vers drinkwater en grit altijd ter beschikking staan.

### Kweek
Zorg dat er hooi, sisal- en kokosvezel voorhanden is, dan bouwen ze zelf een zacht nestje in kleine broedkastjes of verlaten nesten van andere vogels, waarin vier tot zes eitjes worden gelegd, die zowel door het mannetje als door het vrouwtje worden uitgebroed. De jongen blijven nog minimaal drie weken in het nest en worden daarna ook nog ongeveer twee weken door beide ouders verzorgd.
Het zilverbekje is een goed en gemakkelijk vogeltje voor beginnende kwekers. Bovendien zijn ze beroemd om hun pleegouderschap. Eitjes van ander vogels, die wat moeilijker blijven broeden, kunnen gemakkelijk ondergeschoven worden en dit geeft ook geen enkel probleem zoals met de eieren van de gordelgrasvink gedaan kan worden.